# Лю Цан
Лю Цан (на китайски: 劉粲; на пинин: Líu Càn) е император на хунската държава Хан Джоу през 318 година.

## Биография
Той е внук на основателя на Хан Джоу Лю Юен и син на Лю Цун, който управлява империята от 310 година. При управлението на баща си Лю Цан е един от изтъкнатите военачалници, но първоначално не е престолонаследник, тъй като Лю Цун определя за наследник своя брат Лю Ай. Лю Цан се сближава със своя тъст Дзин Джун и през 317 година двамата организират заговор, в резултат на който Лю Ай е екзекутиран, а самият Лю Цан става престолонаследник.
Лю Цун умира през лятото на 318 година и на 1 септември Лю Цан е обявен за император, след което убива трима свои братя и няколко други членове на владетелското семейство. По-късно през същата година Дзин Джун извършва преврат, убива го и завзема властта в столицата Пинян. След потушаването на метежа тронът е наследен от Лю Яо, братовчед на Лю Цун.